# Municipio de Sherman (condado de Dickinson)
El municipio de Sherman (en inglés: Sherman Township) es un municipio ubicado en el condado de Dickinson en el estado estadounidense de Kansas. En el año 2010 tenía una población de 162 habitantes y una densidad poblacional de 2,09 personas por km².

## Geografía
El municipio de Sherman se encuentra ubicado en las coordenadas 39°5′8″N 97°6′10″O / 39.08556, -97.10278. Según la Oficina del Censo de los Estados Unidos, el municipio tiene una superficie total de 77.51 km², de la cual 77,35 km² corresponden a tierra firme y (0,2 %) 0,16 km² es agua.

## Demografía
Según el censo de 2010, había 162 personas residiendo en el municipio de Sherman. La densidad de población era de 2,09 hab./km². De los 162 habitantes, el municipio de Sherman estaba compuesto por el 96,3 % blancos, el 0,62 % eran asiáticos, el 0,62 % eran de otras razas y el 2,47 % eran de una mezcla de razas. Del total de la población el 1,85 % eran hispanos o latinos de cualquier raza.